# Club des D.A.
Le Club des directeurs artistiques ou Club des D.A., est une association fondée à Paris en 1968. Institution française indépendante référente de défense des métiers de la création et des arts appliqués à la communication.
Aujourd'hui, "Le Club", comme le désignent familièrement ses membres, regroupe 400 talents issus des arts, des technologies et de la communication, 85 métiers de la création représentés directeur.trices artistiques, rédacteur.trices, directeur.trices de création, producteur.trices, graphistes, designers, créatif.ives technologistes, réalisateur.rices, photographes, illustrateur.rices, typographes, sound designers, stylistes, monteur.euses …

## Histoire
C’est en septembre 1967 que le Club des Directeurs Artistiques est créé. 1968. Ce millésime restera celui qui a vu la naissance et la fondation du Club des Directeurs Artistiques, en une association régie par la loi de 1901 car les statuts furent déposés le 18 juillet 1968. Le premier bureau était composé de Messieurs Michel Coudeyre, Emile Laugier, Jean-Marie Leydier, Philippe Lorin et Daniel Malissen.
La dénomination “Club des Directeurs Artistiques”, bien qu’inexacte, a été adoptée par tous les pays du monde, en référence au Art Director’s Club of New York créé en 1927 et qui était à l’origine un club regroupant uniquement des directeurs artistiques de presse.
Il est présidé depuis 2021 par Sylvain Thirache, 19e président de l’association.

## Les Présidents du Club des D.A.
Jean-Marie Leydier (1968-1969), Jacques de Pindray (1970-1974), Michel Coudeyre (1975-1977), Anny-Claude Lemeunier (1978), Philippe Michel (1979-1981), Jean-Paul Bacquer (1982-1983), Michel Rogale (1984-1985), Pierre Berville (1986-1988), Benoit Devarrieux (1989-1990), Joël Le Berre (1991-1992), Sei Sékiguchi (1993-1994), Christian Vince (1995-1996), Gilbert Scher (1997-1998), Gabriel Gaultier (1999-2000), Olivier Altmann (2001-2002), Rémi Babinet (2003-2005), Bertrand Suchet (2006-2018), Marie-Catherine Dupuy (2018-2021), Sylvain Thirache (2021-2025) 

## Mission
Le Club des D.A. a pour mission de valoriser tous les métiers au service de la création, de I'art et en tant que vecteur d'éducation artistique et culturelle.
Véritable observatoire de la mutation des métiers du secteur, Le Club des D.A. repose sur 3 piliers :
- PRÉSERVER, la mémoire collective en répertoriant chaque année les meilleurs projets issus de la communication à travers des archives et l’édition d’un livre.
- HONORER, un prix qui célèbre le meilleur de la création française de l’année, la compétition de référence de l’industrie, permettant un formidable rayonnement de la création française à l’international.
- INSPIRER, lien de transmission entre professionnel.le.s et étudiant.e.s. Le Club des D.A. organise chaque année un concours étudiant ouvert à tous les profils, partout en France.

Le concours étudiant. Un écosystème de partenaires agissant pour la transmission et le partage du savoir, aujourd’hui véritable tremplin professionnel. Un sujet sociétal renouvelé chaque année. Exemples : Le 7e continent (2017) - «L’ubérisation» des métiers (2018) - Lutter contre le sexisme ordinaire (2019) - Devenez un citoyen numérique responsable (2020) - Pour un nouveau Bauhaus (2021) - Less is more (2022) - Comment faire en sorte de libérer la parole autour des enjeux LGBTQIA+ (2023) -  Imaginer une campagne pour valoriser La Pride House pendant les J.O. (2024) - Lutter contre les inégalités sociétales et territoriales (2025). 
Dès 2023, le concours étudiant du Club des D.A. s’ouvre à tout le territoire, avec un partage de l’appel à projet à plus de 250 écoles d’arts appliqués et de communication partout en France. Échange avec les CFA x Greta, pour rendre le concours accessible au plus grand nombre. L’association s’associe avec le Collectif du Planning Stratégique, pour l’écriture du brief à la thématique sociétale. 
Le Club des D.A. est composé de 4 pôles qui couvre l’ensemble des métiers des arts appliqués : la communication et le Craft, le Design, le Digital et la Production.

## Prix
Chaque année depuis 1968, le Club des D.A.  revendique l’excellence de la création française et récompense les auteurs et autrices des meilleurs travaux de l’année à travers différents pôles et catégories métiers :  Films & Divertissements, Mode, Grandes causes, Communication extérieure & Print, Direct activation, Craft Rédaction/audio, Craft Direction artistique, Craft Image, Graphique Design, Branding Design, Motion Design, Design d’espace, Typographie, Produits Digitaux, Innovations digitales, Communications Digitales, Films, Clip, VFX & animation, Son
Un jury spécifique est constitué - et composé uniquement de créatif.ves - pour chaque catégorie.
Les compétiteurs peuvent espérer remporter un 3ème prix (bleu), 2ème prix (blanc), 1er prix (rouge), voire le prestigieux prix de l’Excellence (noir).